# Оборотень (фильм, 1913)
«Оборотень» (англ. The Werewolf) — фильм ужасов 1913 года режиссёра Генри МакРэя. Премьера фильма состоялась 13 декабря 1913 года. Является первым фильмом, который посвящён оборотням. Считается, что фильм уничтожен пожаром в 1924 году на студии Universal и ни одной копии до наших дней не дошло.

## Сюжет
Женщина из племени Навахо переживает огромное горе, ведь её муж убит одним из чужаков с белой кожей. Она прибегает к колдовству и начинает мстить всем белым людям, нападая на тех в образе волка. Но однажды она сталкивается со странствующим монахом и вся её жизнь меняется. Проходит 100 лет, и она возвращается на Землю, чтобы отомстить убийце за своего возлюбленного.

## Интересные факты
- Данная лента является первым фильмом ужасов про оборотней, и она основана на рассказе Генри Беогрэнда «Оборотни» 1898 года. Так же за основу взяты старые индейские легенды и предания о людях, способных с помощью магии менять свой облик[4].